# Promachus forfex
Promachus forfex är en tvåvingeart som beskrevs av Osten Sacken 1887. Promachus forfex ingår i släktet Promachus och familjen rovflugor. Inga underarter finns listade i Catalogue of Life.